# Стартовая страница

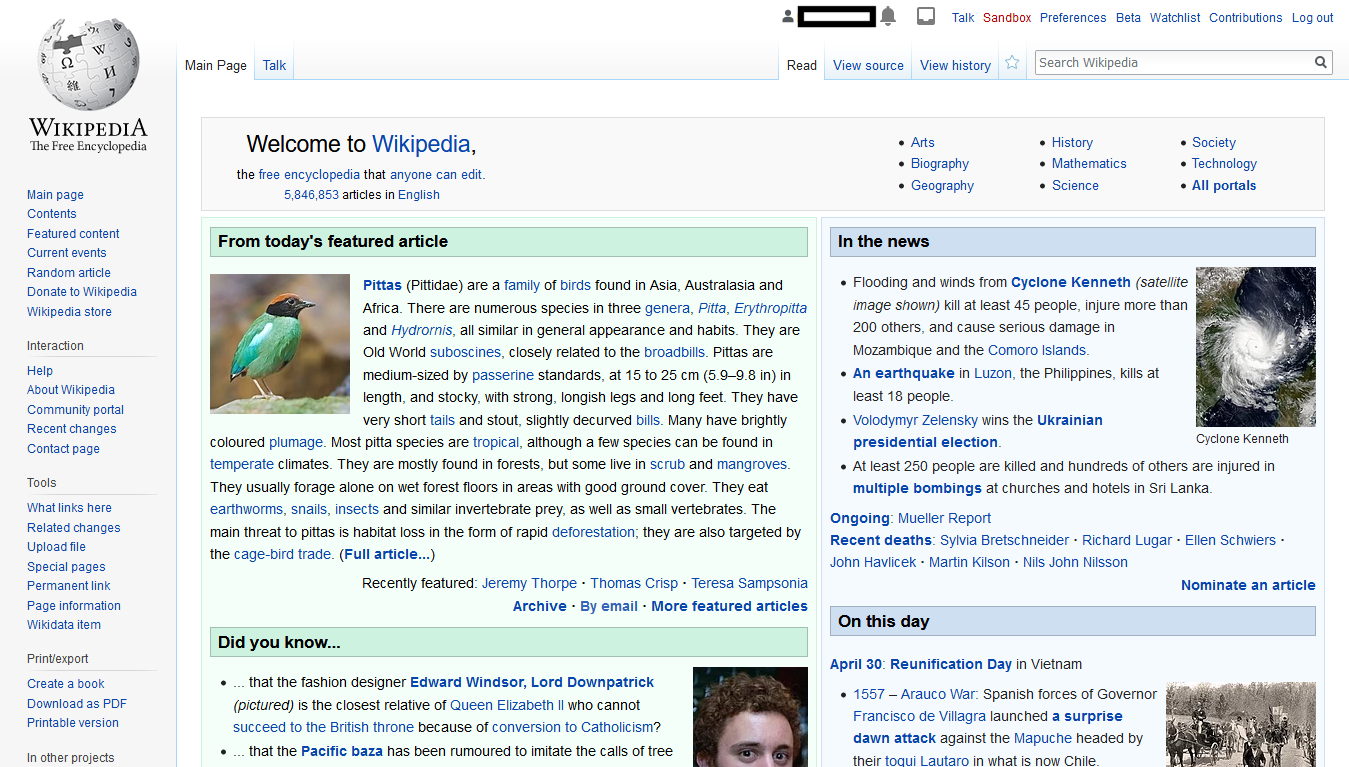
Главная страница Английской Википедии

Стартовая (домашняя, заглавная) страница (англ. home page) — страница, загружаемая в окно браузера по умолчанию при каждом его запуске или при нажатии кнопки Домой или выделенного сочетания клавиш (Alt+Home в Internet Explorer и Mozilla Firefox, Ctrl+пробел в Opera).
Обычно в качестве стартовой применяются специализированные страницы, содержащие набор наиболее часто используемых ссылок на каталоги ресурсов, веб-почту, порнографию и др., а также ряд популярных служб: поиск в интернете, проверка на вирусы, онлайн-перевод, отправка SMS.
Эти страницы значительно облегчают жизнь рядовых пользователей интернета. Существуют несколько типов стартовых страниц, это или специализированные сайты, которые содержат ссылки на наиболее популярные сайты и сервисы, или стартовые страницы, которые встроены непосредственно в браузер (например: Opera или Chrome)
Стартовая страница — привлекательная цель для компьютерных вирусов, которые при заражении заменяют её на рекламную страницу, часто порнографического содержания или содержащую другие вирусы.